# Kaupitherium
Kaupitherium — викопна сирена, яка жила в олігоцені. Скам'янілості представників роду були знайдені в формації Альцай в Німеччині. Всередині його ласт були кістки пальців, які не стирчали. Kaupitherium також мав залишки задніх ніг, які не виявлялися зовні. Однак у нього була основна стегнова кістка, з'єднана зі зменшеним тазом. Kaupitherium також мав подовжені ребра, імовірно, щоб збільшити об'єм легенів і забезпечити точний контроль над плавучістю.

## Таксономія
Багато авторів раніше відносили до Halitherium schinzii залишки з олігоценових відкладень у Європі. Однак Восс (2013, 2014) відкинув Halitherium як nomen dubium через те, що він базується на недіагностичних останках. Восс заснував свою думку на типовому виді, H. schinzii, який є nomen dubium, а його голотипна скам'янілість, ізольований моляр, не має діагностичного значення. і дослідження 2017 року показало, що зразки, традиційно віднесені до Halitherium schinzii, є двома окремими видами, один з яких отримав назву Halitherium bronni Krauss, 1858. Оскільки Halitherium є сумнівним, залишки дюгонгід, традиційно відомі як Halitherium, отримали новий рід Kaupitherium.